# Lawson Robertson
Lawson N. Robertson (Aberdeen, 24 settembre 1883 – Filadelfia, 22 gennaio 1951) è stato un altista, lunghista, velocista e multiplista statunitense.

## Biografia
Prese parte ai Giochi olimpici di Saint Louis 1904, partecipando alle gare di 60 metri piani, 100 metri piani e salto in alto da fermo; in quest'ultima disciplina vinse la medaglia di bronzo. Nel 1906 partecipò ai Giochi olimpici intermedi ad Atene in cinque diverse specialità e portò a casa la medaglia d'argento nel salto in alto da fermo (a pari merito con il connazionale Martin Sheridan e il belga Léon Dupont) e il bronzo nel salto in lungo da fermo.

Gareggiò anche a Londra 1908, senza però raggiungere alcuna finale.

## Palmarès
| Anno | Manifestazione            | Sede        | Evento         | Risultato | Prestazione | Note |
| ---- | ------------------------- | ----------- | -------------- | --------- | ----------- | ---- |
| 1904 | Giochi olimpici           | Saint Louis | 60 metri       | batterie  | n/d         |      |
| 1904 | Giochi olimpici           | Saint Louis | 100 metri      | 6º        | n/d         |      |
| 1904 | Giochi olimpici           | Saint Louis | Alto da fermo  | Bronzo    | 1,44 m      |      |
| 1906 | Giochi olimpici intermedi | Atene       | 100 metri      | 5º        | n/d         |      |
| 1906 | Giochi olimpici intermedi | Atene       | 400 metri      | dns       | dns         |      |
| 1906 | Giochi olimpici intermedi | Atene       | Alto da fermo  | Argento   | 1,400 m     |      |
| 1906 | Giochi olimpici intermedi | Atene       | Lungo da fermo | Bronzo    | 3,050 m     |      |
| 1906 | Giochi olimpici intermedi | Atene       | Pentathlon     | 6º        | n/d         |      |
| 1908 | Giochi olimpici           | Londra      | 100 metri      | batterie  | 11"2        |      |
| 1908 | Giochi olimpici           | Londra      | 200 metri      | batterie  | 23"0        |      |
| 1908 | Giochi olimpici           | Londra      | Alto da fermo  | n/d       | n/d         |      |